# طاهر محسن
طاهر محسن (29 ديسمبر 1970 -)، ممثل ومخرج بحريني.

## الجوائز والتكريمات التي حصل عليها
- جائزة أفضل مخرج في مهرجان المحافظة الشمالية برعاية ولي العهد بمملكة البحرين عن مسرحية الجوع .
- جائزة أفضل مخرج عن مسرحية جدل. نسخة محفوظة 4 مارس 2016 على موقع واي باك مشين.  نسخة محفوظة 4 مارس 2016 على موقع واي باك مشين.[1]
- جائزة التميز كأفضل مخرج عن مسرحية الصرخة .

## دراساته وبحوثه
1. دراسات حول الدراما البحرينية والواقع المسرحي .
2. دراسة بحثية حول إعداد الممثل بمنهج  ستانسلافسكي  .
3. دراسة حول الدراماتورج عند مايرهولد .

## الأعمال المسرحية

### الإخراجية
| اسم المسرحية             | الملاحظات              | السنة       |
| ------------------------ | ---------------------- | ----------- |
| ثمن الدواء               |                        | 1991        |
| الشيطان في خطر / الإعادة |                        | 1992/ 2003  |
| صافع ومصفوع              |                        | 1998        |
| براحة بو إبراهيم         | نتاج ورشة              | 1999        |
| الجوع                    | نتاج ورشة              | 2000        |
| الصرخة                   |                        | 2006        |
| الكمين                   | على هامش مهرجان الخليج | 2006        |
| المطحون                  |                        | 2007        |
| جدل                      |                        | 2007        |
| أب للبيع / الإعادة       |                        | 2011 / 2012 |
| تعالو ننتظر              |                        | 2013        |
| باربي                    |                        | 1998        |
| فلة المسحورة             |                        | 2009        |

## روابط خارجية
- طاهر محسن على موقع قاعدة بيانات الأفلام العربية